# Cornelius Jansen
Cornelius Jansen, Cornelius Jansenius (Yprensis), pol. Janseniusz (ur. 1585 w Acquoy, zm. 6 maja 1638 w Leuven) – teolog, twórca jansenizmu, biskup Ieper.

## Życiorys

### Młodość i wykształcenie
Urodził się w 1585 w holenderskiej wsi Acquoy koło Leerdam, w rodzinie katolickiej. Jego rodzice, mimo względnego ubóstwa, zapewnili mu znakomitą edukację. Pobierał nauki w Utrechcie, a od 1602 w Lowanium, gdzie w College du Faucon studiował filozofię. Spędził tam dwa lata, a na uroczystej promocji w 1604 został ogłoszony najlepszym spośród 118 studentów. Na uniwersytecie trwały wtedy ostre konflikty między jezuitami a zwolennikami radykalnej interpretacji teologii św. Augustyna dokonanej przez Bajusa, bajanistami. Jansen związał się ze zwolennikami Bajusa, nawiązał też trwałą przyjaźń i współpracę z myślącym podobnie Jeanem du Vergier de Hauranne, późniejszym opatem Saint-Cyran.
Po ukończeniu studiów udał się do Paryża, by poprawić stan zdrowia i studiować grekę. Następnie zamieszkał u du Vergiera w jego wiejskim domu koło Bayonne i przez kilka lat uczył w kolegium biskupim. Cały wolny czas spędzał zgłębiając razem z du Vergierem nauczanie ojców Kościoła.

### Kariera zawodowa
W 1616 powrócił do Lowanium, gdzie kierował kolegium św. Pulcherii, przeznaczonym dla studentów niderlandzkich. Uczniowie uznawali go za wymagającego nauczyciela obdarzonego cholerycznym temperamentem i odludka izolującego się od życia środowiska akademickiego. Mimo to odegrał on dużą rolę w oporze uniwersytetu wobec jezuitów, którzy założyli w Lowanium własną szkołę teologiczną, rywalizującą z wydziałem teologicznym uniwersytetu. By przeciwstawić się ich zamiarom Jansen był dwukrotnie wysyłany do Madrytu, w 1624 i 1626 - za drugim razem naraził się inkwizycji. Jego starania wspierał biskup misyjny północnych Niderlandów Rovenius, także pozostający w konflikcie z jezuitami, którzy starali się prowadzić misję w Niderlandach niezależnie od niego. Jansen kilkukrotnie polemizował także z Voetiusem, teologiem kalwinistycznym, znanym także z ataków na Kartezjusza.
Niechęć do jezuitów i ich rozumienia łaski zbliżała Jansena do protestantyzmu – mimo to postanowił jednak pobić go jego własną bronią, wykazując, że katolicy mogą interpretować Pismo Święte w podobny pobożnościowy i mistyczny sposób. Stało się to głównym przedmiotem jego wykładów gdy w 1630 został profesorem teologii biblijnej w Lowanium. Na tych samych zagadnieniach koncentruje się jego najważniejsze dzieło Augustinus, obszerny traktat o teologii św. Augustyna, który ukończył krótko przed śmiercią. Prace nad tym dziełem były jego głównym zajęciem od czasu powrotu do Lowanium.
Jansen nie chciał przez całe życie być tylko uczonym, miał też ambicje polityczne. Marzył o zrzuceniu przez Belgię panowania hiszpańskiego i utworzeniu katolickiej republiki na wzór Zjednoczonych Prowincji. Jego poglądy stały się znane Hiszpanom, co skłoniło go do napisania filipiki Mars Gallicus (1635), gwałtownego ataku na ambicje polityczne Francji, w szczególności na brak zainteresowania kardynała Richelieu wobec ogólnoeuropejskich interesów katolicyzmu. Mars Gallicus ściągnął we Francji niechęć na teologów mających wspólne poglądy z Jansenem, ale odwrócił od niego gniew Madrytu: w 1636 papież mianował go biskupem Ieper w zachodniej Flandrii. Dwa lata później zmogła go jednak śmiertelna choroba, a Augustinus, dzieło jego życia, ukazała się po jego śmierci w 1640. Jego tezy zostały potępione przez Święte Oficjum w 1643 i 1653.